# ホルスト・ブッフホルツ
ホルスト・ブッフホルツ（Horst Buchholz、1933年12月4日 - 2003年3月3日）は、ドイツの俳優。ホルスト・ブーフホルツとも表記。
日本では黒澤明監督の映画『七人の侍』をハリウッドでリメイクした映画『荒野の七人』（1960年）で広く知られている。戦後ドイツ映画界が産んだ国際俳優の一人。

## 来歴

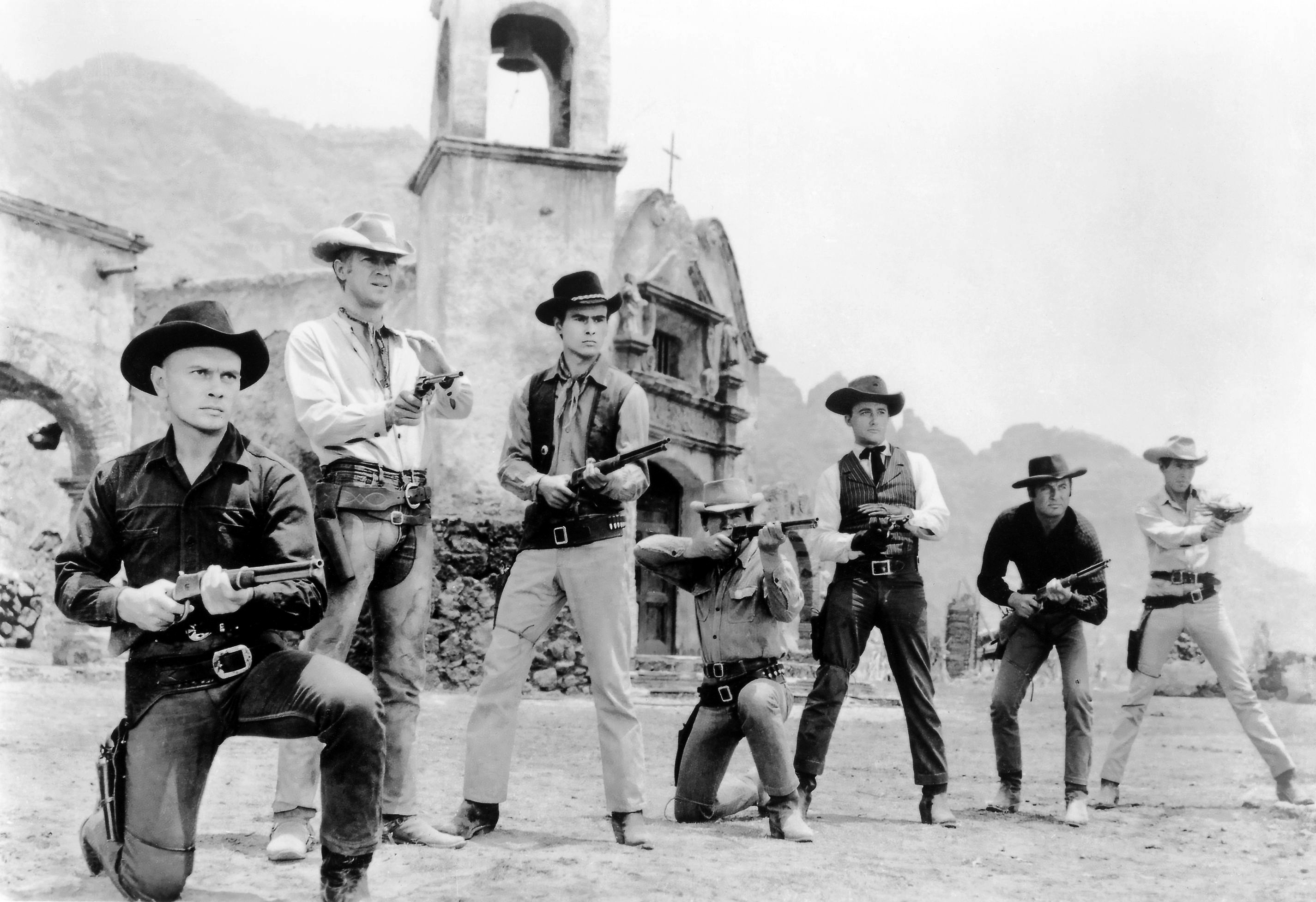
『荒野の七人』（1960年）

ベルリン出身。15歳で初舞台に立ち、舞台とラジオで活躍した後、1952年に映画デビュー。1950年代には「ドイツのジェームス・ディーン」と呼ばれ、人気を博した。1957年に出演した旧西ドイツ映画『Bekenntnisse des Hochstaplers Felix Krull』（日本未公開。英語題名は『The Confessions of Felix Krull』）は第15回米国ゴールデングローブ賞外国語映画賞を受賞。
1960年代にはハリウッドに進出し、一躍国際的に名が知られるようになった。1961年の映画『ファニー』は第34回米国アカデミー賞で作品賞など各賞にノミネートされている。舞台でもブロードウェイに招かれ、1959年のシドニー＝ガブリエル・コレット原作『Chéri』、1963年の『Andorra』に出演。1970年代からは主にテレビ映画やドイツ映画に出演し、1984年の映画『Wenn ich mich fürchte』（日本未公開）でドイツ映画賞主演男優賞を受賞。
1991年のハリウッド映画『エイセス/大空の誓い アイアンイーグルIII』では千葉真一（JJサニー千葉）と共演している。1990年代には他に、ヴィム・ヴェンダース監督の映画『時の翼にのって/ファラウェイ・ソー・クロース!』（1993年）や第71回米国アカデミー賞で外国語映画賞など3部門で受賞したロベルト・ベニーニ監督&主演の映画『ライフ・イズ・ビューティフル』（1997年）などにも出演し、往年の名優としての貫禄を見せた。
1973年にはギリシャのアテネで開催されたミス・ユニバース世界大会で、ファッションデザイナーの森英恵と共に審査員を務めている。

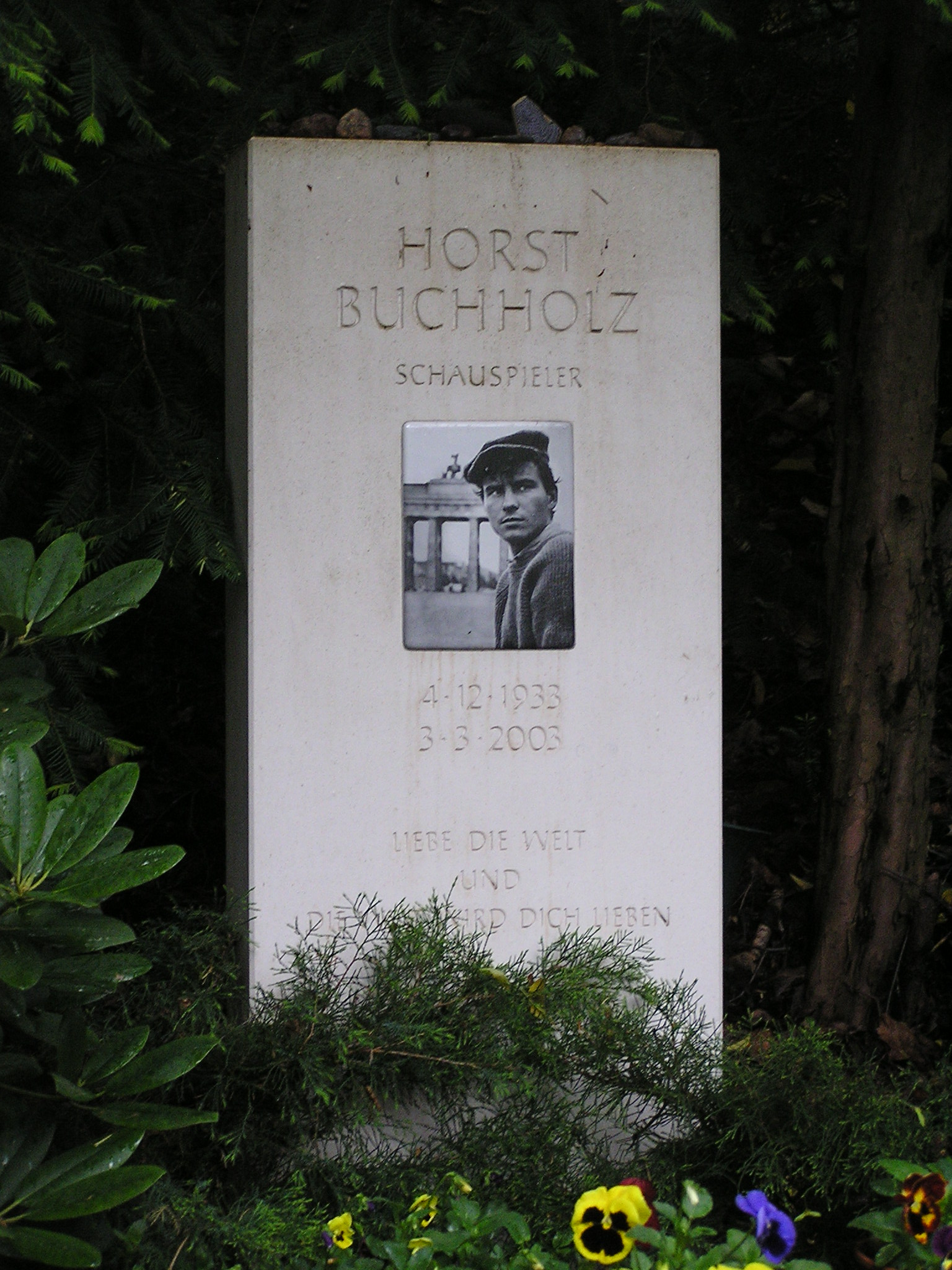
ベルリンにあるブーフホルツの墓

2003年に肺炎で死去。彼の死去後に開催された第75回米国アカデミー賞授賞式（日本映画『千と千尋の神隠し』がアカデミー長編アニメ映画賞を受賞した年）で、1年間に亡くなった映画人を追悼するIn memoriamのコーナーで紹介された。墓はベルリンにある。

## 家族
1958年の映画『カチューシャ物語』で共演したフランスの女優ミリアム・ブリュ（Myriam Bru）と結婚。
息子のクリストファー・ブッフホルツも俳優になり、ミケランジェロ・アントニオーニ監督編の『愛の神、エロス』（2004年）などに出演している。クリストファーは2000年の第7回大阪ヨーロッパ映画祭のゲストで来日した。

## 主な出演作品
| 公開年 | 邦題 原題                                                             | 役名                     | 備考                                      |
| ------ | --------------------------------------------------------------------- | ------------------------ | ----------------------------------------- |
| 1952   | 暗黒街殲滅 Die Spur führt nach Berlin                                 | フランクフルトの若者     | クレジットなし                            |
| 1955   | わが青春のマリアンヌ Marianne                                         | ヴィンセント             |                                           |
| 1955   | 雨の夜の銃声 Himmel ohne Sterne                                       | ミシャ                   |                                           |
| 1957   | 大いなる不倫 Herrscher ohne Krone                                     | クリスチャン王           |                                           |
| 1957   | モンプチ わたしの可愛い人 Monpti                                      | モンプチ                 |                                           |
| 1958   | 黒い稲妻 Der Schwarze Blitz                                           |                          | カメオ出演                                |
| 1958   | カチューシャ物語 Auferstehung                                         | ネフリュードフ侯爵       |                                           |
| 1958   | ザイラーの初恋物語 Ein Stück vom Himmel                               |                          |                                           |
| 1959   | 追いつめられて… Tiger Bay                                             | コーチンスキー           |                                           |
| 1959   | 死の船 Das Totenschiff                                                | フィリップ・ゲイル       |                                           |
| 1960   | 荒野の七人 The Magnificent Seven                                      | チコ                     |                                           |
| 1961   | ファニー Fanny                                                        | マリウス                 |                                           |
| 1961   | ワン・ツー・スリー ラヴ・ハント作戦 One, Two, Three                   | オットー                 |                                           |
| 1963   | 暗殺5時12分 Nine Hours to Rama                                        | ナチュラム・ゴドセ       |                                           |
| 1963   | 禁じられた抱擁 La Noia                                                | ディノ                   |                                           |
| 1965   | マルコ・ポーロ大冒険 La Fabuleuse aventure de Marco Polo              | マルコ・ポーロ           |                                           |
| 1965   | イスタンブール Estambul 65                                            | トニー                   |                                           |
| 1966   | ある日アンヌは L'astragale                                            | ジュリアン               |                                           |
| 1967   | セルバンテス Cervantes                                                | ミゲル                   |                                           |
| 1970   | 油田基地大爆破 La Colomba non deve volare                             |                          |                                           |
| 1972   | 美しき青きドナウ The Great Waltz                                      | ヨハン・シュトラウス2世  |                                           |
| 1976   | キラー・ビー The Savage Bees                                          | Dr．ホルヘ・ミューラー   | テレビ映画                                |
| 1976   | 特攻サンダーボルト作戦 Raid on Entebbe                                | ヴィルフリード・ブエーゼ | テレビ映画                                |
| 1977   | 未知への逃亡者/ローガンズ・ラン Logan's Run                           | ジェームズ・ボーディン   | テレビシリーズ、エピソードCapture         |
| 1978   | アトランチスの謎 The Return of Captain Nemo                           | チボール王               | テレビ映画                                |
| 1978   | チャーリーズ・エンジェル Charlie's Angels                             | ポール・フェリノ         | テレビシリーズ、エピソードAngel Come Home |
| 1979   | 戦争と友情 From Hell to Victory                                       | ユルゲン・ディートリッヒ |                                           |
| 1979   | アバランチエクスプレス Avalanche Express                              | ショルテン               |                                           |
| 1979   | 大西洋を乗っ取れ! The French Atlantic Affair                          |                          | テレビ・ミニシリーズ                      |
| 1981   | ベルリン大脱出/愛と自由を求めて Berlin Tunnel 21                      | エメリッヒ・ウェバー     | テレビ映画                                |
| 1982   | 聖女アフロディーテ Aphrodite                                          | ハリー                   |                                           |
| 1983   | サハラ Sahara                                                         | ヴォン・グレッシング     |                                           |
| 1985   | コードネームはエメラルド Code Name: Emerald                           | ウォルター・ホフマン     |                                           |
| 1988   | 愛と哀しみの調べ I skrzypce przestały grać                            |                          |                                           |
| 1990   | ファイナルゾーン Fuga dal paradiso                                    | ソー                     |                                           |
| 1992   | エイセス/大空の誓い アイアンイーグルIII Aces: Iron Eagle III          | レイヒマン               |                                           |
| 1992   | タッチ&ダイ/プルトニウム239追跡指令! Touch and Die                    |                          | テレビ映画                                |
| 1993   | 時の翼にのって/ファラウェイ・ソー・クロース! In weiter Ferne, so nah! | トニー・ベイカー         |                                           |
| 1997   | ライフ・イズ・ビューティフル La Vita è bella                          | レッシング医師           |                                           |
| 1998   | ボヤージ・オブ・テラー/死の航海 Voyage of Terror                      | 船長                     | テレビ映画                                |
| 2000   | 月より明るく Heller als der Mond                                      |                          | 大阪ヨーロッパ映画祭で上映                |